# Morten Karlsen
Morten Karlsen (Kopenhagen, 25 maart 1979) is een voormalig Deens professioneel voetballer. De middenvelder speelde eerder onder meer twee seizoenen voor FC Zwolle.

## Statistieken
| Seizoen | Club            | Land       | Competitie            | Wed. | Goals |
| ------- | --------------- | ---------- | --------------------- | ---- | ----- |
| 1997/98 | B.93            | Denemarken | Deense tweede divisie | –    | –     |
| 1998/99 | B.93            | Denemarken | Deense series         | 29   | 0     |
| 1999/00 | B.93            | Denemarken | Deense tweede divisie | –    | –     |
| 2000/01 | B.93            | Denemarken | Deense tweede divisie | –    | –     |
| 2001/02 | B.93            | Denemarken | Deense eerste divisie | –    | –     |
| 2002/03 | FC Zwolle       | Nederland  | Eredivisie            | 27   | 1     |
| 2003/04 | FC Zwolle       | Nederland  | Eredivisie            | 26   | 0     |
| 2004/05 | FC Nordsjælland | Denemarken | Superligaen           | 29   | 0     |
| 2005/06 | FC Nordsjælland | Denemarken | Superligaen           | 28   | 0     |
| 2006/07 | FC Nordsjælland | Denemarken | Superligaen           | 17   | 0     |
| 2007/08 | FC Nordsjælland | Denemarken | Superligaen           | 19   | 0     |
| 2008/09 | FC Nordsjælland | Denemarken | Superligaen           | 24   | 0     |
| 2009/10 | FC Nordsjælland | Denemarken | Superligaen           | 12   | 0     |
| 2009/10 | Randers FC      | Denemarken | Superligaen           | 14   | 0     |
| 2010/11 | Randers FC      | Denemarken | Superligaen           | 16   | 0     |
| 2010/11 | Esbjerg fB      | Denemarken | Superligaen           | 14   | 0     |
| 2011/12 | Esbjerg fB      | Denemarken | Deense eerste divisie | 16   | 0     |
| 2012/13 | Lyngby BK       | Denemarken | Deense eerste divisie | 13   | 0     |
| 2012/13 | HB Køge         | Denemarken | Deense eerste divisie | 11   | 0     |
| 2013/14 | HB Køge         | Denemarken | Deense eerste divisie | 28   | 0     |
| Totaal  | Totaal          | Totaal     | Totaal                | 199  | 1     |